# 纳帕利海岸州立公园
纳帕里海岸州立公园（Nā Pali Coast State Park）是美国夏威夷州的一个占地6,175英亩（2,499公顷）的州立公园，它位于考艾岛上。纳帕里海岸的第一批定居者是公元1200年左右前往此處定居的波利尼西亚航海家。